# Ray Crawford (calciatore)
Ray Crawford, all'anagrafe Raymond Crawford (Portsmouth, 13 luglio 1936), è un ex calciatore inglese.

## Palmarès

### Club

#### Competizioni nazionali
- Campionato inglese: 1

Ipswich Town: 1961-1962
- Second Division: 1

Ipswich Town: 1960-1961

### Individuale
- Capocannoniere della seconda divisione inglese: 1

1960-1961 (39 reti)